# Вудрафф, Лора
Лора Вудрафф (англ. Laura Woodruff; 19 апреля 1846, Цинциннати, Огайо — 28 марта 1916, Бервин, Иллинойс) — американская лучница, чемпионка летних Олимпийских игр 1904 года.
На Играх 1904 года в Сент-Луисе Вудрафф участвовала во всех женских дисциплинах. Она стала чемпионкой в командном первенстве и заняла четвёртые места в обоих индивидуальных соревнованиях.